# Herman Brood
Pour les articles homonymes, voir Brood.
Hermanus « Herman » Brood (né le 5 novembre 1946 à Zwolle et décédé le 11 juillet 2001 à Amsterdam) est un musicien, peintre, acteur et poète néerlandais. En tant que musicien, il connait le succès dans les années 1970 et 1980, et est appelé « la plus grande et la seule star néerlandaise du rock 'n' roll ». Plus tard dans sa vie, il commence une carrière réussie en tant que peintre.
Connu pour son style de vie hédoniste « sexe, drogues et rock 'n' roll », Brood est un enfant terrible et une figure culturelle dont le suicide en sautant du toit d'un hôtel, apparemment influencé par son incapacité à se débarrasser de sa dépendance à la drogue et à l'alcool, a renforcé son statut controversé ; selon un sondage organisé pour célébrer les cinquante ans de la musique populaire néerlandaise, il s'agit de l'événement le plus marquant de son histoire.

## Biographie

### Musique
Herman Brood naît à Zwolle et commence à jouer du piano à l'âge de 12 ans. En 1964, il fonde le groupe The Moans, qui deviendra plus tard Long Tall Ernie and the Shakers. Herman est invité à jouer avec Cuby + Blizzards, mais est écarté par la direction lorsque le label discographique a découvert qu'il consommait des drogues. Pendant plusieurs années, Herman est emprisonné (pour trafic de LSD) ou à l'étranger, et a des engagements de courte durée (avec The Studs, le Flash and Dance Band, Vitesse).
En 1976, Brood fonde son propre groupe, Herman Brood and his Wild Romance (et commence à travailler avec le photographe Anton Corbijn), initialement avec Ferdi Karmelk (guitare), Gerrit Veen (basse), Peter Walrecht (batterie), et Ellen Piebes et Ria Ruiters (chant). Ils jouent dans des clubs et des bars, d'abord à Groningen (la province la plus au nord-est des Pays-Bas). En 1977, le groupe sort son premier album, Street.
Ils restent surtout connus pour leur deuxième album, Shpritsz — un jeu de mots sur le mot allemand spritze pour « seringue » — de 1978. Cet album contient des hymnes de Brood comme Dope Sucks, Rock 'n' Roll Junkie et leur premier single néerlandais à succès, Saturday Night. Le groupe connait de nombreux changements de personnel au fil des ans ; la formation la plus connue était composée de Freddy Cavalli (basse), Dany Lademacher (guitare) (remplacé plus tard par David Hollestelle), et Cees « Ani » Meerman (batterie). Bertus Borgers (saxophone) est un collaborateur fréquent.
Les déclarations franches de Brood dans la presse au sujet du sexe et de la consommation de drogues le font entrer dans l'arène publique néerlandaise plus encore que sa musique. Il a une relation amoureuse avec la chanteuse allemande Nina Hagen, avec laquelle il apparait dans le film Cha-Cha en 1979. Il est réputé être le sujet de la chanson Herrmann Hiess Er (titre anglais Herrmann Was His Name) de l'album Unbehagen sorti en 1979, qui parle d'un toxicomane. Brood se réjouit de l'attention des médias et devient le consommateur de drogues dures le plus célèbre des Pays-Bas. « Il est assez courant qu'un artiste prenne de la drogue, mais pas qu'il le dise à tout le monde. J'avoue que j'ai eu peur que ma popularité puisse inciter les gens à se droguer », déclare-t-il dans une interview.
Au cours de l'été 1979, Brood tente de pénétrer le marché américain, avec le soutien de la division américaine d'Ariola, qui tente de se lancer dans le rock. Après le succès de Shpritsz, le groupe est engagé en première partie des Kinks et des Cars, jouant dans des auditoriums ; Le Herman Brood and His Wild Romance Tour Cha Cha '79 se produit en tête d'affiche à New York (Bottom Line) et à Los Angeles (Roxy). Une version réenregistrée de Saturday Night atteint la 35e place du Billboard Hot 100, mais la grande percée espérée par Brood ne se produit pas. Lorsqu'il retourne aux Pays-Bas en octobre 1979, son groupe commence à se désintégrer et sa popularité ne tarde pas à décliner. Go Nutz, l'album qu'Herman avait enregistré aux États-Unis, et le film Cha-Cha, dont la première a finalement lieu en décembre 1979, sont considérés comme des échecs artistiques, même si Go Nutz a produit trois singles classés aux Pays-Bas et que la bande-son de Cha-Cha atteint le statut de disque de platine.

### Arts visuels

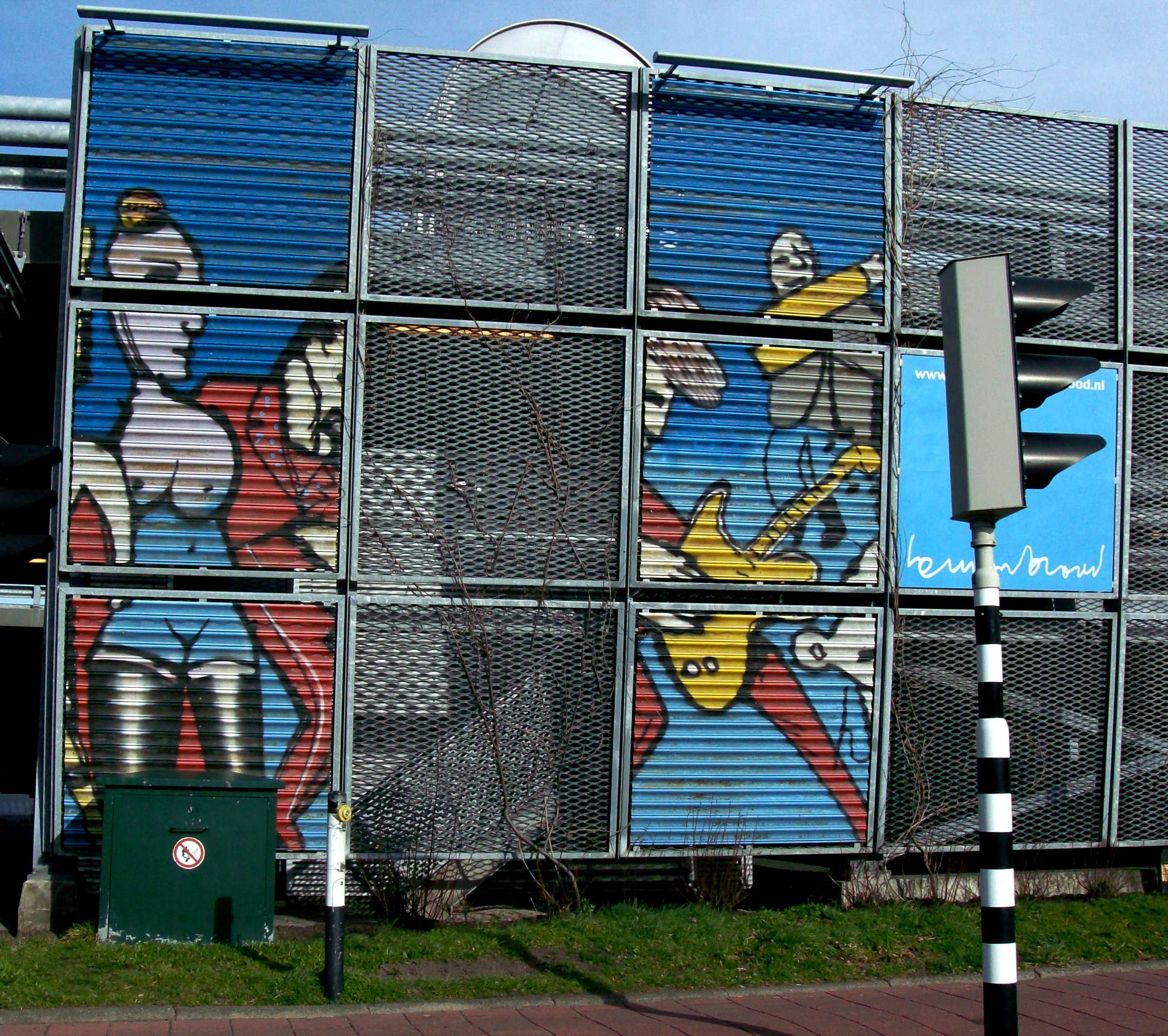
Peinture murale d'Herman Brood sur un parking à Leidschendam.

Après sa carrière musicale, Herman Brood se tourne vers la peinture et devient un personnage connu dans les cercles artistiques d'Amsterdam. Son art est décrit comme du pop art, souvent très coloré et inspiré de sérigraphies, et il obtient un certain succès commercial et une certaine notoriété en réalisant, par exemple, des peintures murales dans divers espaces publics à Amsterdam et dans les environs. Il continue à rester dans l'œil du public, en apparaissant dans les médias et en collaborant à des films biographiques tels que Rock'n Roll Junkie, sorti en 1994.

### Suicide et postérité

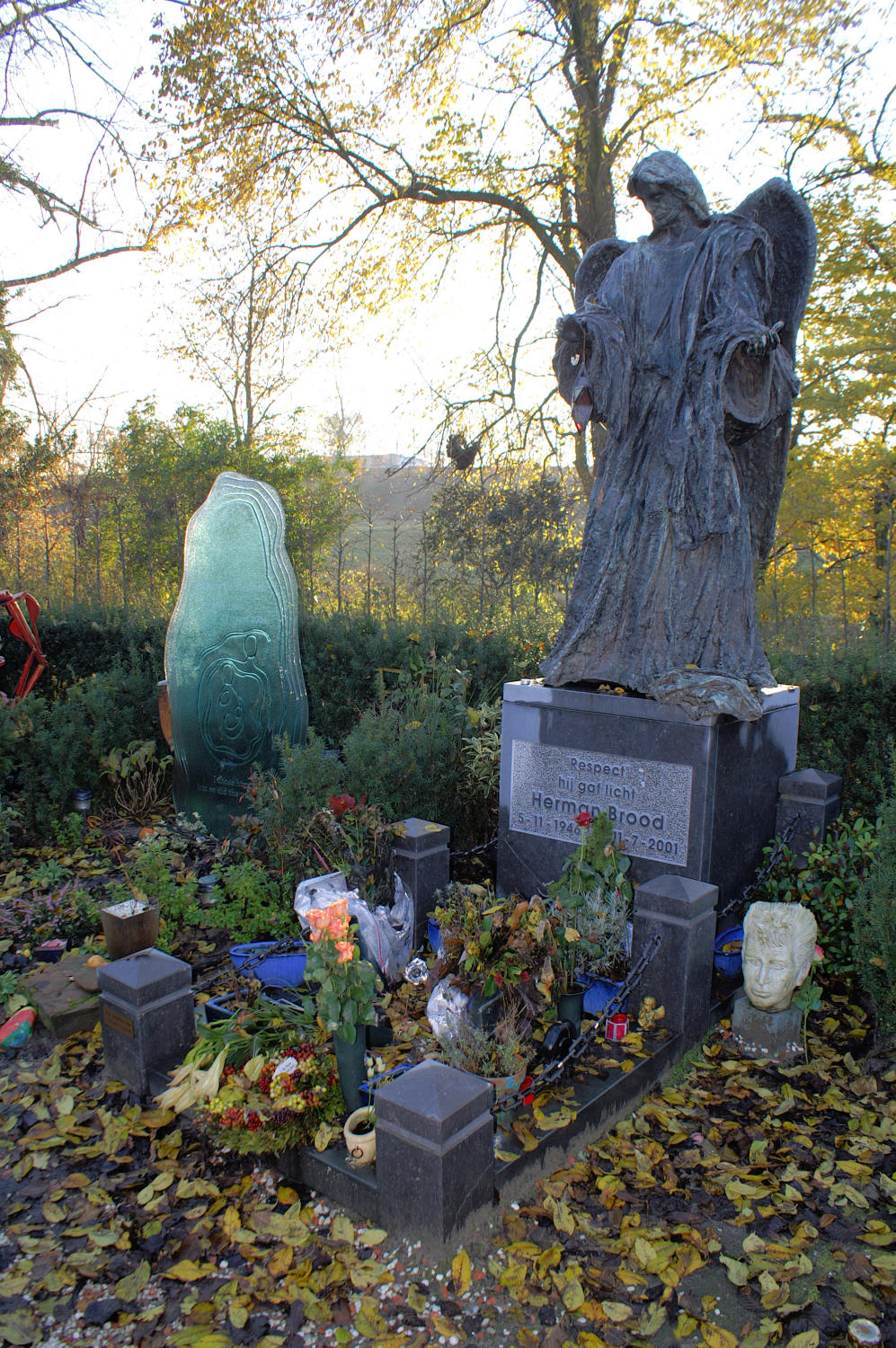
Tombe d'Herman brood.

Vers la fin de sa vie, Brood se jure de s'abstenir de toute drogue, réduisant sa consommation à l'alcool et à une dose quotidienne de speed (« 2 grammes par jour »). Le 11 juillet 2001, déprimé par l'échec de son programme de réhabilitation et confronté à de graves problèmes médicaux dus à sa consommation prolongée de drogues, il se suicide en sautant du toit de l'hôtel Hilton d'Amsterdam à l'âge de 54 ans, laissant une note indiquant : « Je n'ai plus envie, peut-être que je vous reverrai tous un jour. Faites une bonne fête ».
Largement couvert par les médias nationaux, son incinération a lieu cinq jours plus tard. Avant l'incinération, le cercueil d'Herman est conduit de l'hôtel Hilton au Paradiso, à Amsterdam, les rues étant bordées de milliers de spectateurs. Un concert commémoratif est organisé au Paradiso, avec des prestations d'Hans Dulfer, André Hazes et de Jules Deelder, et le principal magazine musical néerlandais Muziekkrant OOR lui consacre un numéro entier. Ses cendres sont inhumées au cimetière de Zorgvlied.
Peu après son suicide, la reprise de My Way par Herman reste trois semaines à la première place du hit-parade néerlandais des singles ; la valeur marchande de ses œuvres d'art augmente également beaucoup. Une note caractéristique est que les peintures de Brood avaient souvent été la cible de vandales durant sa vie, mais qu'après sa mort, elles sont volées pour leur valeur. Sa popularité (ou notoriété) est confirmée par le fait que son nom s'avère être la marque la plus forte de l'année.
En 2007, le film Wild Romance, qui retrace la vie d'Herman Brood, est projeté en avant-première aux Pays-Bas, Brood étant interprété par Daniël Boissevain. Il continue d'inspirer d'autres artistes : l'album Bluefinger de Black Francis, sorti en 2007, est basé sur la vie et l'œuvre de Brood. Un tribute-band (groupe hommage) appelé Brood Roosters est actif aux Pays-Bas jusqu'à ce qu'il se sépare au début de l'année 2009. Un autre groupe hommage appelé Yada Yada est toujours actif aux Pays-Bas et se produit souvent avec les membres originaux de Wild Romance (Dany Lademacher, Ramon Rambeaux).
En 2010, la Catastrophic Theatre Company collabore avec Frank Black sur un opéra-rock basé sur l'album Bluefinger. La première représentation de l'opéra, avec Matt Kelly dans le rôle de Brood, a lieu le 12 novembre 2010 à Houston, au Texas.

## Discographie partielle
- 1977 : Street
- 1978 : Shpritsz
- 1978 : Cha Cha
- 1980 : Go Nutz
- 1980 : Wait a Minute...
- 1981 : Modern Times Revive
- 1982 : Frisz & Sympatisz
- 1984 : The Brood
- 1988 : Yada Yada
- 1989 : Hooks
- 1990 : Freeze